# Andy Hargrove
Andy Hargrove, gespeeld door acteur Kieren Hutchison, is een personage uit de televisieserie One Tree Hill.

## Seizoen 2
Wanneer Andy voor het eerst Karen Roe ontmoet, doet hij zich voor als een student en zegt haar dat de leraar een gemene man is. Hij blijkt echter de leraar te zijn. Hij wordt verliefd op haar en weet haar dan ook te verleiden. Niet veel later krijgen ze een relatie. Hoewel Andy geen twijfels heeft, voelt Karen zich niet gemakkelijk met het leeftijdsverschil. Ook is ze bang hem voor te stellen aan haar 17-jarige zoon Lucas Scott.
Dan Scott probeert de relatie al snel te verpesten, wanneer hij Andy chanteert. Wanneer ze een onderzoek beginnen op Dan, ontdekken ze dat Dan Emily "Jules" Chambers heeft ingehuurd om Keith Scott te verleiden, gaan die al snel uit elkaar. Vlak voordat Andy vertrekt om voor zijn zieke moeder in Nieuw-Zeeland te zorgen, helpt hij Lucas met het openbaren van een duister geheim van Dan.